# Begonia rhizocaulis
Espèce
Synonymes
- Gireoudia rhizocaulis Klotzsch[1] [2]

Begonia rhizocaulis est une espèce de plantes de la famille des Begoniaceae. Ce bégonia est originaire du Mexique. L'espèce fait partie de la section Gireoudia. Elle a été décrite en sous le basionyme de Gireoudia rhizocaulis par Johann Friedrich Klotzsch (1805-1860), puis recombinée dans le genre Begonia en 1864 par Alphonse Pyrame de Candolle (1806-1893). L'épithète spécifique rhizocaulis signifie « à tige qui s'enracine ».

## Répartition géographique
Cette espèce est originaire du pays suivant : Mexique.